# Ефе Джейлан
Ефе Джейлан (на турски: Efe Ceylan) е турски дипломат, служил в Ирак и Гърция в началото на XXI век.

## Биография
Джейлан роден на 2 август 1976 година в Истанбул, Турция. В 2000 година завършва международни отношения във Факултета за икономически и административни науки на Галатасарайския университет. Защитава магистратура по социални науки в същия университет в 2005 година. Работи в Министерството на външните работи: в 2004 - 2005 година работи като трети секретар в Съвета на Европа, в 2005 - 2007 година е трети секретар в турското посолство в Киншаса, в 2007 - 2010 година е втори и първи секретар в турското посолство в Рим. Заместник-директор е на връзките с Ирак в 2010 - 2012 година, а в 2012 - 2014 година е заместник секретар на турското посолство в Багдад. От 2014 до 2018 година е заместник-секретар на турското представителство в ООН, а от 2018 до 2019 година е директор на отдела за връзки с Ирак.
От 1 октомври 2019 година е турски генерален консул в Солун, Гърция.